# Святнаволоцкое общество
Святнаволоцкое общество — сельское общество, входившее в состав Мяндусельской волости, Повенецкого уезда, Олонецкой губернии.
Общество объединяло населённые пункты, расположенные возле деревни Гора-Святнаволок, на озере Пальеозере и на территориях, прилегающих к ним.
В настоящее время территория общества разделена между Гирвасским сельским поселением Кондопожского и Чёбинским сельским поселением Медвежьегорского районов Карелии.
Согласно «Списку населённых мест Олонецкой губернии по сведениям за 1905 год» общество состояло из следующих населённых пунктов:
| Номер по порядку | Название населённого пункта    | Название реки или озера, на котором расположено поселение | Расстояние до уездного города в верстах |
| 4156             | 1. Торос-озеро                 | Оз. Торос-озере                                           | 86                                      |
| 4157             | 2. Юстозеро                    | Оз. Юстозере                                              | 97                                      |
| 4158             | 3. Чумой гора                  | Колодцах                                                  | 102                                     |
| 4159             | 4. Келдосельга                 | Колодцах                                                  | 104                                     |
| 4160             | 5. Семчегора                   | Колодцах                                                  | 107                                     |
| 4161             | 6. Северный Конец Святнаволока | Оз. Пальезере                                             | 118                                     |
| 4162             | 7. Гора-Святнаволок            | Оз. Пальезере                                             | 118,5                                   |
| 4163             | 8. Южный Конец-святнаволока    | Оз. Пальезере                                             | 119                                     |